# Кадиново
 Тази статия е за воденското село.  За прилепското вижте Кадино село.  За скопското вижте Кадино.
Кадиново или Кадиино (на гръцки: Γαλατάδες, Галатадес, до 1926 година Καδίνοβο, Кадиново, катаревуса: Καδίνοβον, Кадиновон), на турски Суджукли, е село в Егейска Македония, дем Пела на област Централна Македония.

## География
Селото е разположено на 16 m надморска височина на хълм в Солунското поле на 12 километра западно от град Енидже Вардар (Яница) и на 25 километра югоизточно от Воден (Едеса).

## История

### В Османската империя
Кадиново е старо село – църквата „Свети Атанасий“ е отпреди 1806 година, съдейки по стенопис на Благовещение датиран с тази година. В началото на ΧΧ век Кадиново е село в Ениджевардарска каза на Османската империя. Александър Синве („Les Grecs de l’Empire Ottoman. Etude Statistique et Ethnographique“), който се основава на гръцки данни, в 1878 година пише, че в Кантиново (Kantinovo), Воденска епархия, живеят 180 гърци. Към 1900 година според статистиката на Васил Кънчов („Македония. Етнография и статистика“) Кадийно село (Сукютли) брои 248 жители българи и 60 цигани.
Цялото село е гъркоманско под върховенството на Цариградската патриаршия. По данни на секретаря на Екзархията Димитър Мишев („La Macédoine et sa Population Chrétienne“) в 1905 година в Кадиино (Kadiyno Selo) има 336 българи патриаршисти гъркомани и в селото работи гръцко училище. Пръв учител в гръцкото училище е Христос Думис. Фамилиите Стоянидис и Харисиадис взимат участие в гръцко-българския конфликт на гръцка страна. От Кадиново е и бащата на гъркоманския капитан Гоно Йотов.
Кукушкият околийски училищен инспектор Никола Хърлев пише през 1909 година:
| „ | Кадийно село (Суютли), 3/III, 1 1/2 ч. от Кариотица. Всичко 55 български екзархийски къщи, половината свойщина. Поминъкът е земеделие. Доста заможно село. Черквата няма никакви имоти. Училищното е двуетажно, с ниска изба, само една класна стая, с дюшеме, таван, добре осветявана, голяма 6Х8Х3 m. | “ |

При избухването на Балканската война в 1912 година един човек от Кадиново (Кадилово) е доброволец в Македоно-одринското опълчение.

### В Гърция
През войната селото е окупирано от гръцки части и остава в Гърция след Междусъюзническата война. 
Боривое Милоевич пише в 1921 година („Южна Македония“), че Кадино село (Кадино Село) има 65 къщи славяни християни.
Българското му население се изселва - официално 38 души са изсели в България. На негово място в 1924 година са настанени 389 гърци бежанци от Източна Тракия и Мала Азия. Част от бежнците са от галиполското село Ексамили (Ортакьой). В 1926 година селото е прекръстено на Галатадес. Според преброяването от 1928 година селото е чисто бежанско с 98 бежански семейства с 368 души.
През Втората световна война 112 души от селото членуват в Солунския български клуб и притежават лични карти.
Статистиката на Народоосвободителния фронт от 1947 година показва, че в селото от 1218 жители има 700 бежанци и 518 местни.
Селото е богато. Произвеждат се предимно пшеница, царевица, памук, овошки. Развито е и скотовъдството като се отглеждат млекодаващи крави.
| Име                | Име                 | Ново име | Ново име | Описание                     |
| ------------------ | ------------------- | -------- | -------- | ---------------------------- |
| Клуца              | Κλοΰτσο             | Ктипима  | Κτύπημα  | местност на Ю от Кадиново    |
| Плугар             | Πλούγαρ             | Алетри   | Άλέτρι   | бивше село на ЮИ от Кадиново |
| Гроб на Бекир Баба | Τάφος Μπικήρ Μπαμπά | Тафос    | Τάφος    |                              |

| Година    | 1913 | 1920 | 1928 | 1940 | 1951 | 1961 | 1971 | 1981 | 1991 | 2001 | 2011 | 2021 |
| --------- | ---- | ---- | ---- | ---- | ---- | ---- | ---- | ---- | ---- | ---- | ---- | ---- |
| Население | 337  | 390  | 848  | 1286 | 1529 | 1648 | 1639 | 1841 | 2039 | 1858 | 2339 | 1628 |

## Личности
Родени в Кадиново
- Атанас Коишев, български революционер от ВМОРО[14]
- Ване Аджиристов, български революционер от ВМОРО[14]
- Георги Стоянов (Γεώργιος Στουγιαννίδης), гръцки андартски деец, агент от трети ред[15][14]
- Гоно Милошев, български революционер от ВМОРО[14]
- Гоце Наждров, български революционер от ВМОРО[14]
- Гоце Пъдаров, български революционер от ВМОРО[14]
- Диниш Чоков, български революционер от ВМОРО[14]
- Ефтим Молязимов, български революционер от ВМОРО[14]
- Иван Ташев, български революционер от ВМОРО[14]
- Менче Стоянов (Δημήτριος ή Μηνάς Στογιαννίδης), гръцки андартски деец, агент от трети ред[15][14]
- Миче Сърбиговчето, български революционер от ВМОРО[14]
- Мице Вангеловски, български революционер от ВМОРО[14]
- Мице Николов, български революционер от ВМОРО[14]
- Петре Требулитов, български революционер от ВМОРО[14]
- Петрос Харисиадис (Πέτρος Χαρισιάδης), гръцки андартски деец, четник[15]
- Ристо Кърчонов, български революционер от ВМОРО[14]
- Ристо Трембилитов, български революционер от ВМОРО[14]
- Стаменит Капаранов, български революционер от ВМОРО[14]
- Стоимен Ангелов (1882 – ?), македоно-одрински опълченец, Втора рота на Кюстендилската дружина[16]
- Стоян Георгиев, български революционер от ВМОРО, четник на Никола Иванов[17]
- Стоянчо Манчо, български революционер от ВМОРО[14]
- Тано Гончев, български революционер от ВМОРО[14]
- Тано Старевски, български революционер от ВМОРО[14]
- Тано Трененчев, български революционер от ВМОРО[14]
- Христо Стоянов, свещеник и гъркомански деец[14]